# Carey Means
Carey Means (Jefferson City, 4 dicembre 1966) è un doppiatore e attore teatrale statunitense.
Noto soprattutto per aver doppiato Fritto nella serie animata Aqua Teen Hunger Force, Means ha recitato in diversi musical per teatri, tra i quali South Pacific, Two Trains Running, A Soldier's Play, Aspettando Godot e altri.

## Biografia
Means si è laureato alla Lincoln University di Jefferson City, in Missouri, con un B.S. in Belle Arti e Musica Vocale.

## Filmografia

### Attore

#### Cortometraggi
- Terror Phone, regia di Matt Maiellaro e Dave Willis (2008)
- Terror Phone II: The Legend of Rakenstein, regia di Matt Maiellaro e Dave Willis (2010)

### Doppiatore
- Kyōkasho ni Nai!, regia di Hideaki Ôba (1998)
- The Brak Show – serie animata, 22 episodi (2000-2003)
- Aqua Teen Hunger Force – serie animata, 138 episodi (2000-2015)
- Sealab 2021 – serie animata, 1 episodio (2001)
- Aqua Teen Hunger Force Colon Movie Film for Theaters, regia di Matt Maiellaro e Dave Willis (2007)
- Aqua Teen Hunger Force Zombie Ninja Pro-Am – videogioco (2007)
- Benvenuti al Wayne – serie animata, 9 episodi (2017-2019)
- Covert Ops – serie animata, 2 episodi (2020)
- A-Men, regia di Jacob Karnas (2020)
- The Document: On the Run, regia di Jack WildWildWes Smith (2020)
- 14 Ghosts, regia di James Balsamo (2021)
- AquaDonk Side Pieces – serie animata, 5 episodi (2022)
- Aqua Teen Forever: Plantasm, regia di Matt Maiellaro e Dave Willis (2022)

## Teatro

### Attore teatrale
- South Pacific, regia di Joshua Logan
- Two Trains Running, testo di August Wilson
- A Soldier's Play, testo di Charles Fuller
- Jubilee, testo di Cole Porter
- Talk Radio, testo di Eric Bogosian
- Ceremonies in Dark Old Men, testo di Lonne Elder III
- Aspettando Godot (Waiting for Godot), testo di Samuel Beckett

## Doppiatori italiani
Da doppiatore è sostituito da:
- Fabrizio Russotto in Aqua Teen Hunger Force
- Gianluca Iacono in Benvenuti al Wayne